# Комплекс з виробництва добрив у Сагарі
Комплекс з виробництва добрив у Сагарі – підприємство індійської хімічної промисловості, що працює у штаті Мадг'я-Прадеш.
В 2004 році на околицях міста Сагар у Rajauya почав роботу завод добрив компанії Madhya Bharat Agro Products Limited (MBAPL, з 2004-го увійшла до Ostwal Group) потужністю 60 тисяч тон суперфосфату на рік. Невдовзі MBAPL виршіла розширити свою діяльність за рахунок другого виробничого майданчику, місце для якого підбрали за три десятки кілометрів на північний схід від Сагару. Однією з передумов його появи стало укладання в 2009 році угоди з гірничодобувною компанією Madhya Pradesh State Mining Corporation на довгострокове – 20 років – постачання бідного фосфоритового концентрату в обсягах 93 тисячі тон на рік. Останній мав надходити з розташованих неподалік від майданчику MBAPL рудників Тігора та Мардеора, що обіцяло малі транспортні витрати (можливо відзначити, що абсолютну більшість фосфоритів Індії доводиться імпортувати, проте у кількох штатах, і зокрема в Мадг'я-Прадеш, все-таки ведеться розробка місцевих родовищ). 
В 2012-му на новому майданчику стали до ладу лінія зі збагачення фосфатів річною потужністю 99 тисяч тон, а в 2016-му запустили виробництва сульфатної кислоти і суперфосфату потужністю 36 тисяч тон та 78 тисяч тон на рік відповідно (суперфосфат отримують обробкою фосфатів сульфатною кислотою).
У 2021-му завершили проект масштабного розширення, унаслідок якого потужності зі збагачення фосфоритів та випуску сульфатної кислоти зросли на 66 тисяч тон та 63 тисячі тон відповідно, крім того, вперше організували виробництво фосфатної кислоти річною потужністю 20 тисяч тон (цей продукт так само є результатом взаємодії фосфатів сульфатною кислотою). Лінійка кінцевих продуктів розширилась за рахунок потрійного суперфосфату, азотно-фосфорних добрив – діамонійфосфату (продукт реакції фосфатної кислоти та аміаку) та фосфату сульфату амонію (виробництво споживає фосфатну і сульфатну кислоти та аміак), а також азотно-фосфорно-калійних добрив (NPK, потребують додавання хлориду калію). Загальна річна потужність майданчику по цим продуктам визначена на рівні 120 тисяч тон на рік, з них 66 тисяч тон потрійного суперфосфату та 21 тисяча тон діамонійфосфату. 
В 2021/2022 фінансовому році заводом було фактично випущено 133 тисячі тон суперфосфату, 3 тисячі тон діамонійфосфату та 35 тисяч тон фосфату сульфату амонію.
Є відомості, що станом на кінець 2022-го потужність виробництва фосфорної кислоти вже становила 50 тисяч тон на рік.